# Torre Val de San Pedro
Torre Val de San Pedro és un municipi de la província de Segòvia, a la comunitat autònoma de Castella i Lleó. Comprèn els nuclis de població de Torre Val de San Pedro (La Torre), El Valle de San Pedro (El valle) i la Salceda.